# Міттельмарк

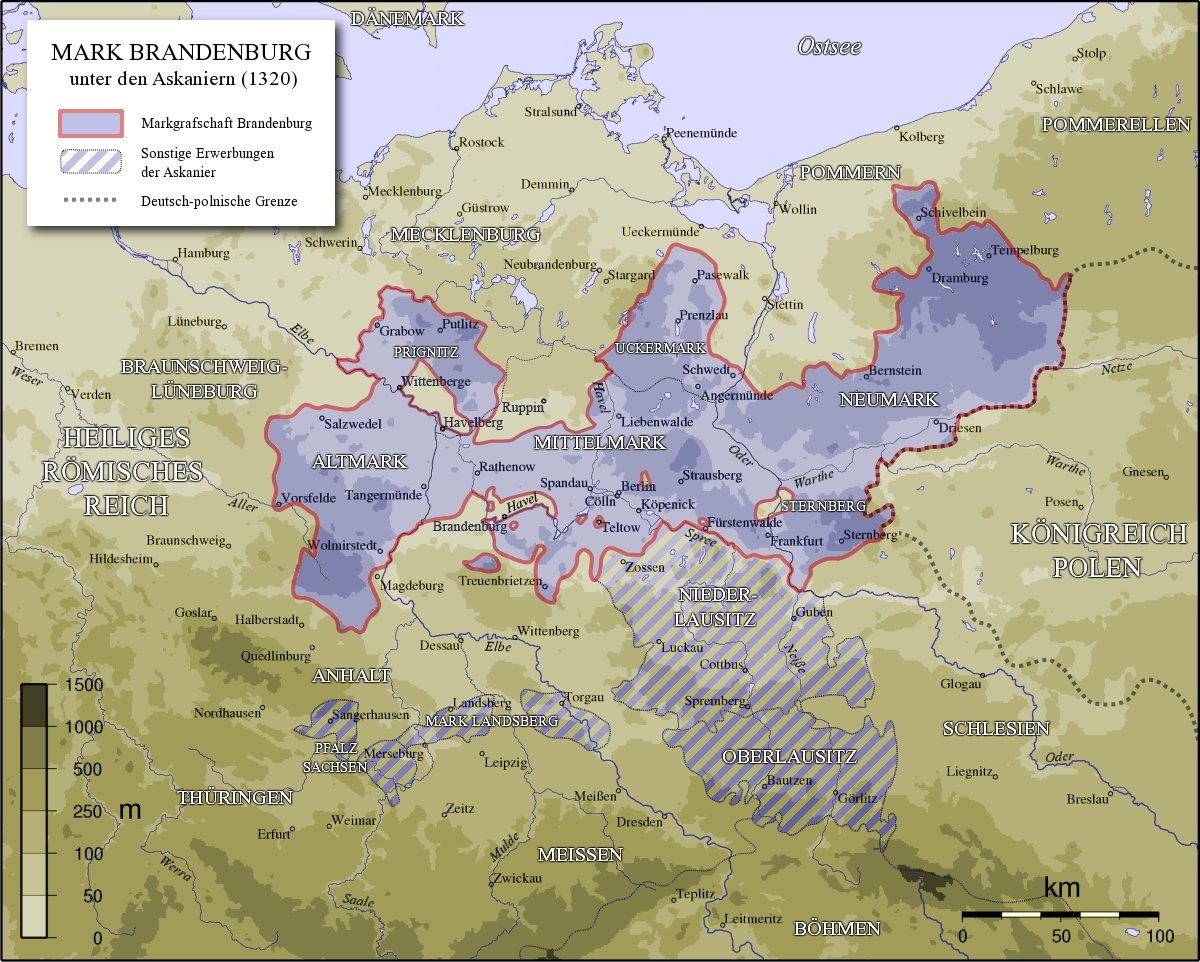
Бранденбург під Домом Асканія, 1320 р.

Мітельмарк, Міттельмарк, Середня марка (нім. Mittelmark) — історична область в Німеччині, відома як споконвічна територія Бранденбурзької марки з 1417 року. Назва імовірно пов'язана з географічним положенням між Альтмаркою (Старою маркою, Старою мархією, нині у федеральній землі Саксонія-Ангальт) і Ноймарк (Новою маркою, Новою мархією, нині територія Польщі).
З 1993 року Мітельмарк знову використовується в назві адміністративного району Потсдам-Міттельмарк, що посідає лише частину колишньої Міттельмарки.